# Gibson (släkt)
För andra betydelser, se Gibson.

Gibson är en skotsk släkt från Arbroath med en svensk gren.

## Biografi
Den äldste kände företrädaren för släkten var segelduksvävaren och redaren William Gibson (1742-1815). 
Hans son William Gibson (1783-1857) inflyttade som fjortonårig till Göteborg 1797, där släkten kom att göra en banbrytande insats särskilt inom textilindustrin. Han gifte sig 1815 med Anna Wijk, Olof Wijks syster, och de fick barnen: 
- William Gibson (1816-1865), disponent, gift med Margaret Thorton Holliday från Skottland 1842.
  - William Gibson den yngre, son till den förre.
- Edvard Paul Gibson, köpman
- Olof Gibson, kapten i artilleriet
- Elizabeth Gibson, gift först med professor Waldenström och andra gången med professor Wærn.
- Annie Gibson, gift med Fredrik Fehr.
- Charles Oscar Gibson (1818-1862), bokhållare, gift med Hilma Charlotta Lindberg 1849.
- Leopold Gibson (1820-1863), grosshandlare.
- James Alexander Gibson (1832-1902), disponent, gift med Martina Barclay 1857. Bodde på Gunnebo slott.[1]
  - Jimmy Gibson (1858–1932), son till den förre.
- David Gibson (1834-1878), disponent, gift med Ida Charlotta Heckscher 1866. Byggde om Jonsereds herrgård.
- Amelie Wilhelmina Gibson, gift med Rudolf Cronstedt.
- Anna Martina Gibson, gift med Leonard Nordenfelt.
- Elise Gibson, gift med Th. Dahlgren.

### Jonsereds Fabriker
De flesta sönerna ägnade sig åt verksamheter som hade grundats av deras fader, varav Jonsereds Fabriker var den förnämsta. Chef var från 1865 James Alexander Gibson. Som fabriksdisponent ledde David Gibson den industriella driften till sin död, då han efterträddes av brodern William Gibsons son William Gibson den yngre. James Alexander Gibsons son John James Gibson anställdes som ingenjör efter faderns avgång 1881 och efterträdde 1917-1926 William Gibson den yngre som disponent, med dennes son William Gibson (1873-1954) som direktör för textilavdelningen till 1927 och därefter ordförande i bolagets styrelse till 1947. 
William Gibsons föräldrar William Gibson och Isabel Neish överflyttade också till Göteborg, sedan sonen blivit förmögen.